# Daniel Freiberg
Daniel Freiberg (* 1957 in Buenos Aires) ist ein amerikanischer Jazzmusiker (Piano, Komposition, Arrangements) argentinischen Ursprungs.

## Leben und Wirken
Freiberg erhielt klassischen Klavierunterricht. Ein Album von Dave Brubeck, das er als Geburtstagsgeschenk von seinen Schulfreunden erhielt, veränderte sein Leben. Angezogen vom Jazz beschloss er, im Alter von 21 Jahren nach New York zu ziehen. Dort studierte er an der Juilliard School of Music Komposition, klassische Orchestrierung, klassisches Klavier und zeitgenössische Musik, aber auch bei Don Sebesky, Earle Hagen, Jaki Byard, Hal Galper, Gil Goldstein und Andy Laverne Jazz-Arrangement, Filmmusik und Jazz-Piano. Besonders beeinflusste ihn sein Mentor Jorge Calandrelli.
Auf Empfehlung von Ignacio Berroa lernte Freiberg Paquito D’Rivera kennen, mit dem er fünf Jahre lang als Pianist durch Nordamerika und Europa tourte. Seine Jazz-Arrangements wurden von Stéphane Grappelli, der Dizzy Gillespie All Stars Big Band mit D’Rivera, dem Wynton Marsalis Jazz at Lincoln Center Orchestra, Regina Carter, Claudio Roditi, der WDR Big Band Köln, der Swiss Big Band und Jorge Dalto (mit Eddie Gomez) aufgeführt oder aufgenommen.
Freibergs Komposition For Lenny ist auf D’Riveras Album Song for Maura aufgezeichnet, das mit dem Grammy 2014 als „bestes Latin-Jazz-Album des Jahres“ und einem Latin Grammy Award ausgezeichnet wurde. Seine Arbeiten sind auch auf Alben von Künstlern wie Marc Anthony, José Feliciano, Chayanne, José José, Olga Tañón, Ednita Nazario, Cheo Feliciano, Jerry Rivera und Willie Colón zu hören; für Cristian Castro schrieb er Amarte a ti, das ein Nummer-1-Hit bei den Billboard Hot Latin Tracks wurde.
Im Jahr 2015 hat das WDR Rundfunkorchester Freibergs Latin American Chronicles in Auftrag gegeben und mit dem Solisten Andy Miles uraufgeführt (2016 auf der CD Symphonic Jazz with Andy Miles). Die Rezeption bei Musikern und Publikum führte 2017 zur Beauftragung von Northern Journey und dessen Uraufführung durch das gleiche Orchester unter der Leitung von Wayne Marshall. Zum Auftakt der Freiberger Jazztage 2019 komponierte er das Freiberg Saxophone Concerto, das die Saxophonistin Anja Bachmann in den Mittelpunkt stellte. Freiberg ist zudem als Film- und Fernsehkomponist tätig.